# Haltestelle Rastatter Straße
Die Haltestelle Rastatter Straße ist eine denkmalgeschützte Haltestelle der Stadtbahn Stuttgart. Sie liegt im Stadtteil Weilimdorf an den Stadtbahnlinien U6 (Gerlingen–Flughafen/Messe) und U16 (Giebel–Fellbach Lutherkirche). Die Trasse verläuft in diesem Bereich parallel zur Solitudeallee.
Die namensgebende Rastatter Straße stößt am nordöstlichen Zugang der Haltestelle auf die Solitudeallee. Die Stadtbahntrasse mündet unmittelbar hinter der Haltestelle in eine Tunnelstrecke, die unterhalb der Solitudeallee zur zentralen Haltestelle Löwen-Markt führt. Hierdurch haben die Bahnsteige ein leichtes Gefälle.
Die heutige postmoderne Gestaltung stammt aus dem Jahr 1992 und geht auf den Stuttgarter Architekten Jürgen Zeeb zurück. Sie besteht aus Wandflächen in eingefärbtem Beton, Fußböden mit farblich wechselnden Belägen und dazu kontrastierenden Stahlgestängen in den Farben Blau und Gelb, die die Beleuchtung, die Fahrgastinformation und die Bahnsteigüberdachung tragen sowie als Rankgerüst dienen.
Das Landesamt für Denkmalpflege Baden-Württemberg im Regierungspräsidium Stuttgart stellte die Haltestelle im Dezember 2023 als Kulturdenkmal unter Schutz.

## Galerie

Pavillon am nordöstlichen Zugang
Blick Richtung Nordosten mit einfahrender Stadtbahn der Linie U6
Blick Richtung Südwesten mit einfahrender Stadtbahn der Linie U16